# Parc Nacional d'Aberdare
El Parc Nacional d'Aberdare cobreix les zones més altes de la serralada Aberdare al centre de Kenya i el sortint de Aberdare a l'est del Rift d'Africa Oriental.Rhino Ark és una organització benèfica dedicada a la protecció d'aquest hàbitat en estat crític.

## El Parc
El parc està situat a uns 100 km al nord de Nairobi i s'estén sobre una àmplia varietat de terrenys, ja que abasta altituds d'uns 2.100 m a 4.300 m d'alçada. Establert al maig de 1950, el Parc Nacional d'Aberdare cobreix una àrea de 766 km² i forma part de la serralada Aberdare. El parc conté una gran varietat de paisatges - dels pics de les muntanyes que s'eleven a 4.300 m sobre el nivell del mar, a les seves profundes valls en forma de V tallades pels rierols, rius i cascades. Erms, boscos de bambú i les selves tropicals es troben en altituds més baixes.
El rift és un límit de plaques tectòniques divergents en desenvolupament on la placa africana està en procés de dividir-se en dues plaques tectòniques, anomenades placa somali i placa de Nubia, a una velocitat de 6-7 mm per any.

## Vida salvatge
Es poden observar fàcilment animals com el lleopard, l'elefant,el Gos salvatge africà l'Àfrica Oriental, l'Hiloquer, l'Antílop jeroglífic, la Redunca de muntanya, l'antílops aquàtics,el Búfal del Cap, Suni, el Xacal ratllat, l'eland,el Duiquer, el Papió anubis, els Colobus, i el Cercopitec de Sykes.
D'altres albiraments inclouen especies més rares com les del gat daurat africà i el bongo, un antílop de bosc esmunyedís que viu als boscos de bambú. Els animals com l'antílop, així com gats serval tacats i melànics es poden trobar més amunt en els erms. El Parc Nacional d'Aberdare també conté una gran població de rinoceront negre oriental.
Els visitants també poden gaudir de caminar, dies de camp, en els rius i acampar en els erms. Fins i tot l'observació d'aus és gratificant, amb més de 250 espècies d'aus al parc, incloent el perill Cisticola Aberdare, francolí de Jackson, falcó espática, astors, àguiles, ocells sol i corriols. És una creença tradicional que els kikuyu la serralada Aberdare, on es troba aquest parc, és una de les cases de Ngai, o Déu. Per tal de protegir l'antílop bongo els lleons de Aberdare s'han traslladat a altres parcs nacionals.